# Musée d'Erawan
 (décembre 2010).
Ne doit pas être confondu avec Sanctuaire d'Erawan.
Situé à Bangkok, sur Sukhumvit Road à l'entrée de Samut Prakan, à l'intérieur d'un jardin peuplé de nâgas et autres créatures mythiques thaïes, le musée d'Erawan (พิพิธภัณฑ์ช้างเอราวัณ) se trouve à l'intérieur de la statue de l'énorme éléphant à trois têtes mythique Airavata. Il a été construit entre 1994 et 2005. 

## Objectifs du musée
- Contribuer à faire perdurer les traditions de l'art et de l'artisanat thaïs, et de disséminer la connaissance de la culture nationale parmi les jeunes en particulier et la population en général
- Fournir un endroit où garder et prendre soin des représentations du Bouddha, et éviter leur perte
- Créer un environnement architectural symbolique de la cosmogonie orientale

## Description
Construit par les propriétaires de l'Ancien Siam, ce musée est divisé en trois parties: le sous-sol qui représente le monde des morts, la terre, embellies de représentations des dieux et de morceaux de verre coloré, et à l'intérieur de l'éléphant, le paradis. Ce lieu est également un lieu de prière (dans la tête de l'éléphant et à l'extérieur). La rumeur prétend qu'une jeune fille aurait prié ici, avant d'acheter un billet de loterie qui s'avéra gagnant.

### Historique
Cet éléphant à trois têtes est né de l'imagination de Lek Viriyaphan; il lui a été inspiré par son souhait de conserver ses collections d'objets d'art. Ces objets, à la fois précieux et considérés comme sacrés par les cultures plus anciennes, étaient réputés apporter des bénédictions et la prospérité au pays et à ses habitants. Lors d'une conversation avec un de ses amis occidentaux, ce dernier lui suggéra de construire pour abriter ses collections le bâtiment le plus grand de la ville et de lui donner une forme de pomme. Lek Viriyapant fut enthousiasmé, mais préféra donner à ce musée une forme plus adaptée aux traditions orientales et décida donc d'adopter une forme d'éléphant, celle de l'éléphant Erawan (Airavata), véhicule du dieu Indra. Cet éléphant devait symboliser le centre de l'univers et le musée serait donc le cœur spirituel du pays et contiendrait des objets révérés en provenant. Il fit donc les plans et en confia l'exécution à son fils aîné Pagpean Viriyapant. L'un et l'autre moururent avant la fin des travaux, mais leurs héritiers continuèrent leur œuvre.

### Le monde desnâgas
Le sous-sol représente le monde souterrain ou monde des nagas. Il contient une exposition sur la construction du musée d'Erawan ainsi que des collections de meubles anciens, et de porcelaines chinoises et thaïes.

### Le monde des humains
Ils contient des antiquités occidentales et orientales. La décoration intérieure est un mélange de divers styles, avec entre autres, un plafond en vitrail représentant une carte du monde et du zodiaque, des stucs de Phetchaburi le long des escaliers et un sanctuaire contenant une statue de Koua-nin et quatre piliers ornés de feuilles de zinc repoussé représentant des scènes religieuses.

### Le paradis Tavatimsa
À l'intérieur de l'éléphant qui représente le paradis Tavatimsa, se trouvent des reliques et des statues de Bouddha de différentes époques. Le plafond et les murs sont décorés de peintures à la détrempe représentant le système solaire.

### Les jardins
Tout autour du musée se trouvent de beaux jardins et pièces d'eaux, décorés d'animaux mythiques de la forêt d'Himavanta, tels que kinnaras, kinnaris, nagas, rajasinghs, etc.

### Quelques caractéristiques
- hauteur de l'éléphant Airavata: 29 mètres
- hauteur hors tout (y compris le bâtiment): 43,60 mètres
- envergure de l'éléphant: 12 mètres
- Longueur de l'éléphant: 39 mètres
- Poids du corps de l"éléphant: 150 tonnes
- Poids de la tête de l'éléphant: 100 tonnes

## Photos

Musée d'Erawan
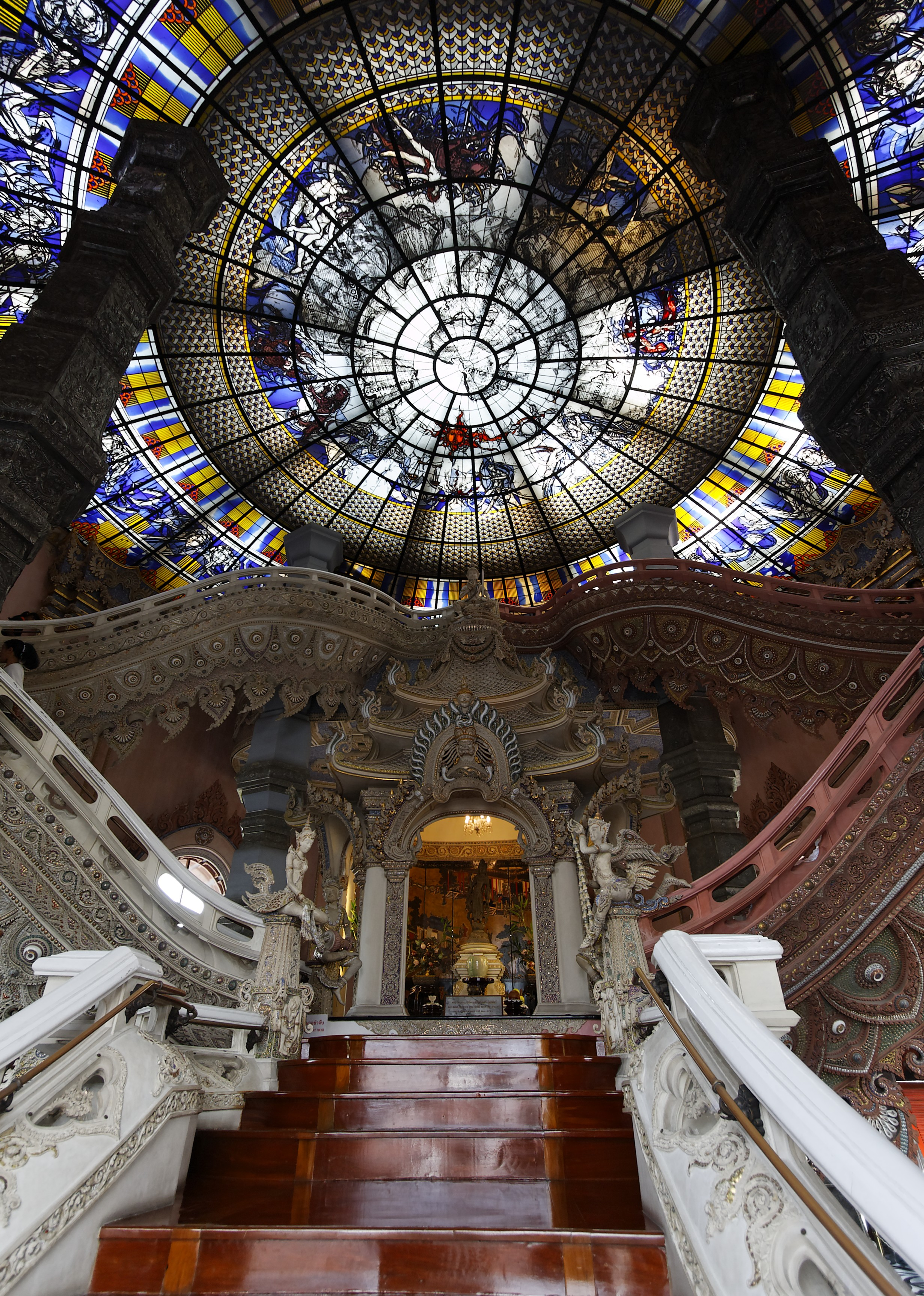
Le monde des humains
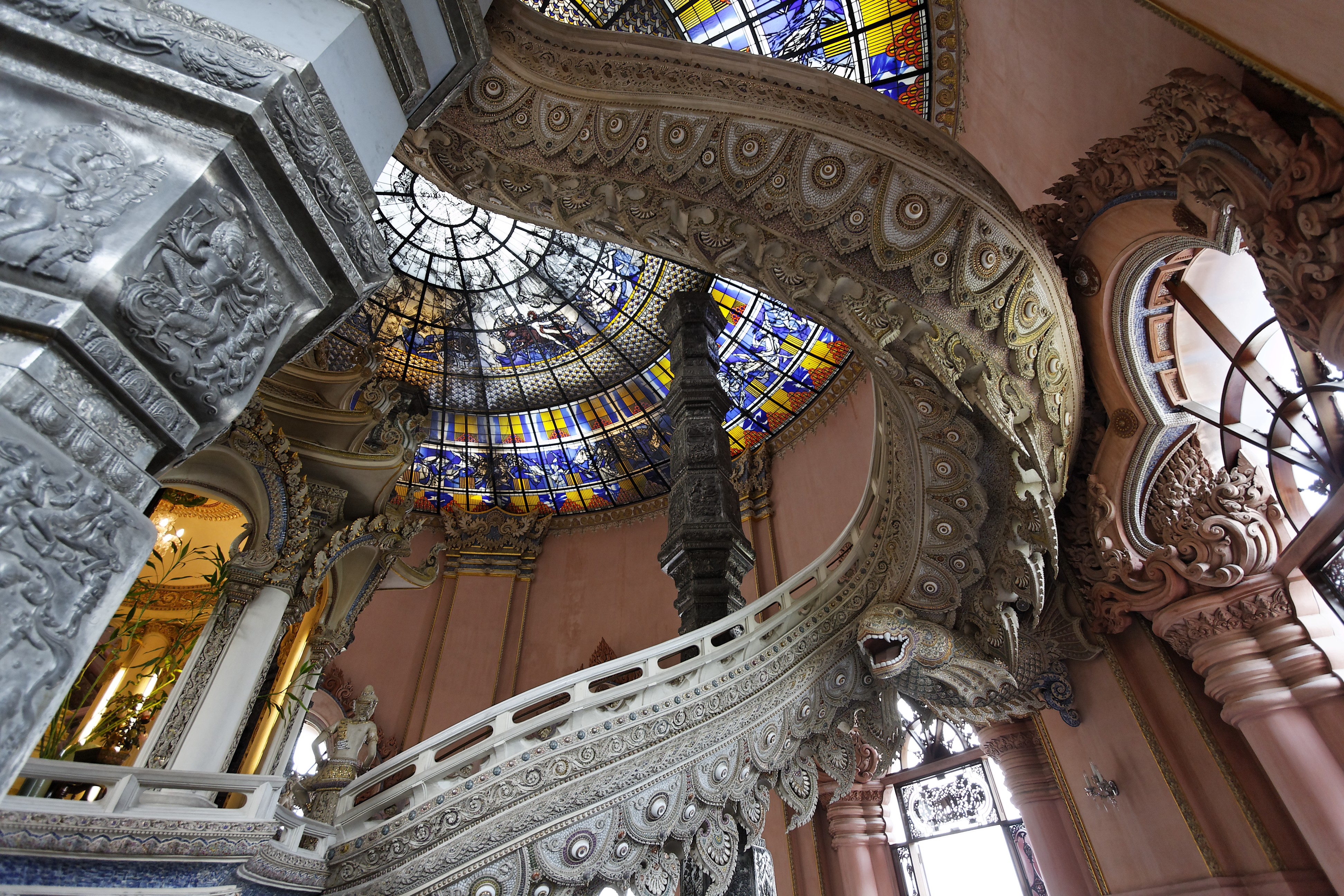
Le monde des humains
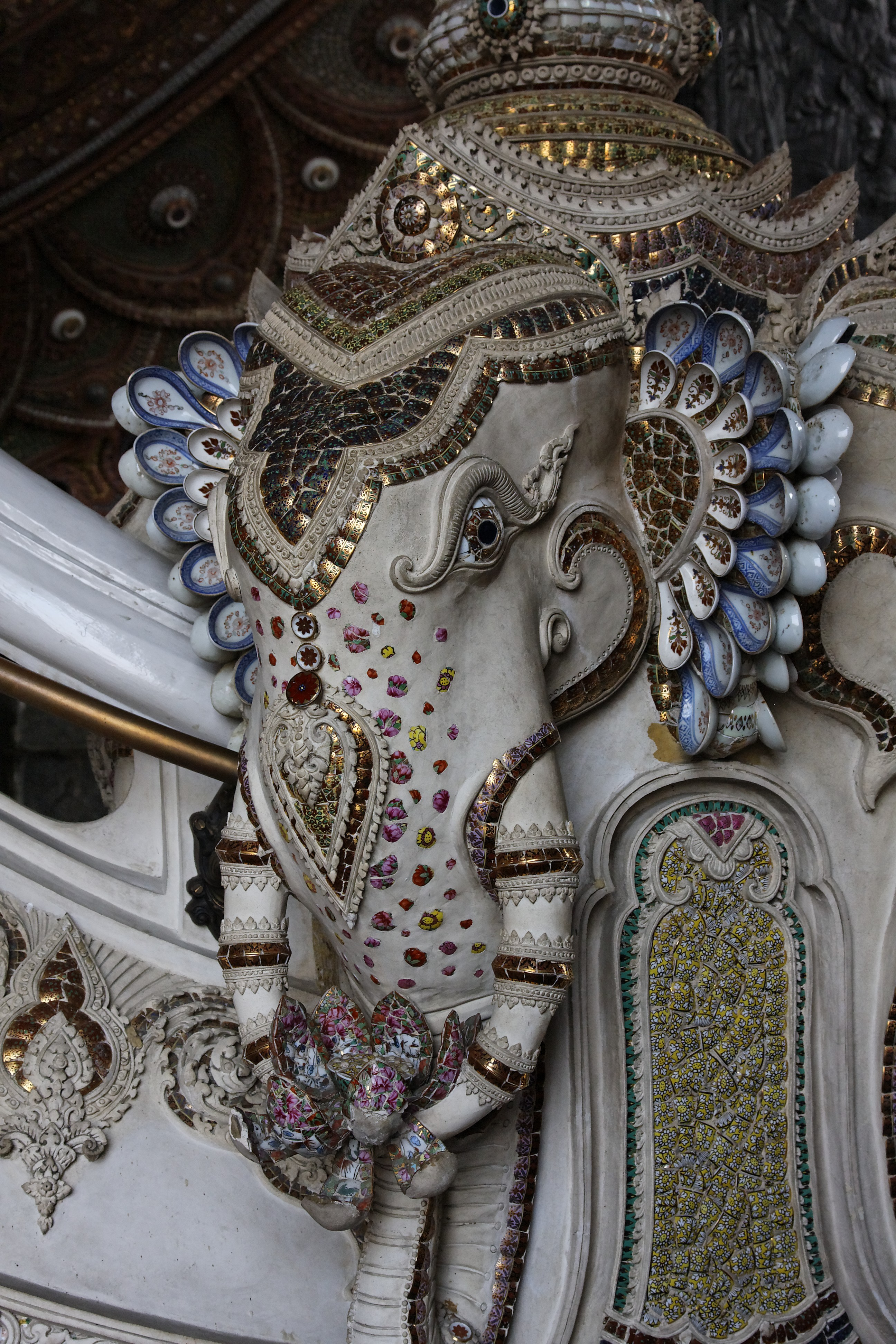
Le monde des humains
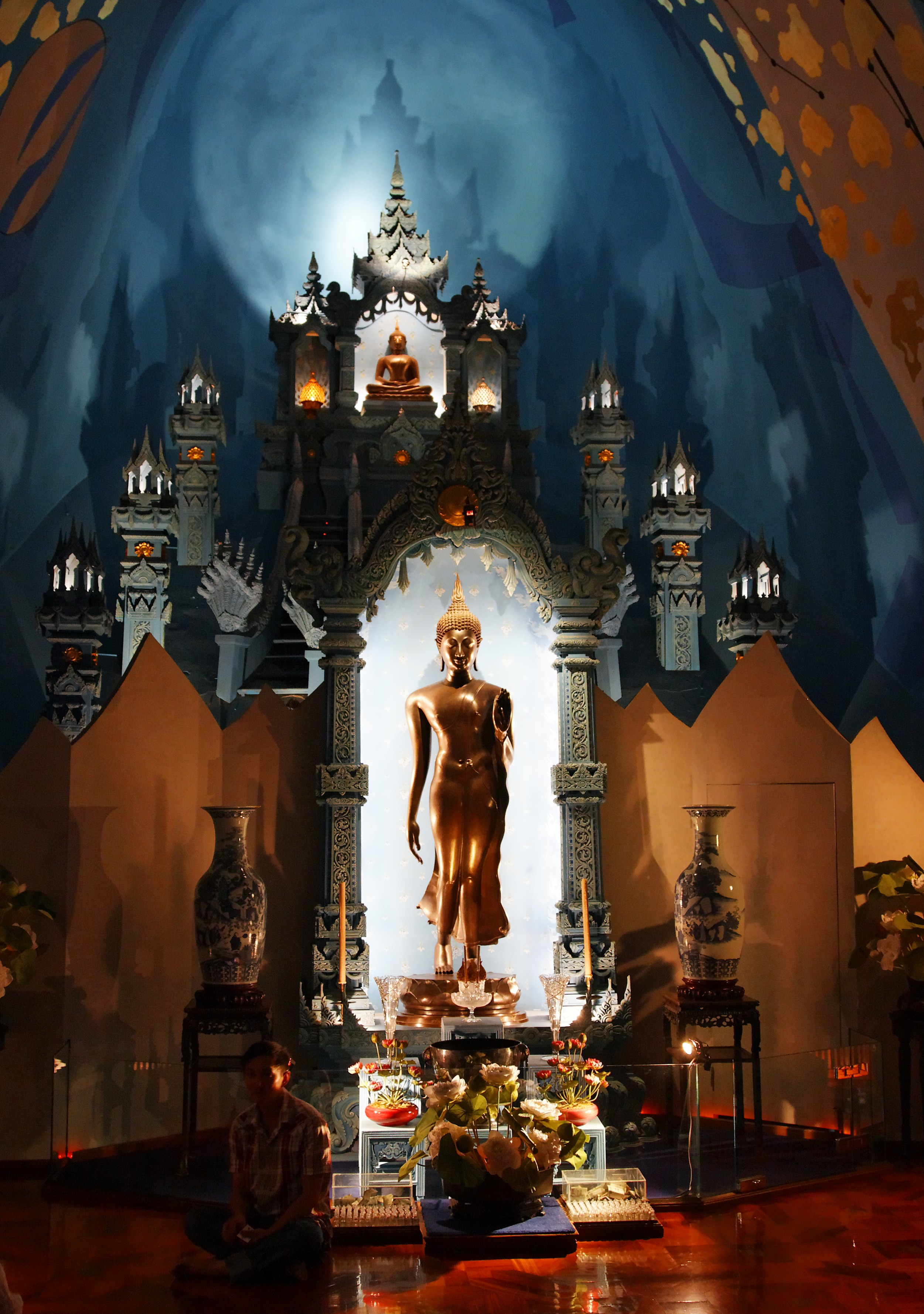
Le paradis Tavatimsa
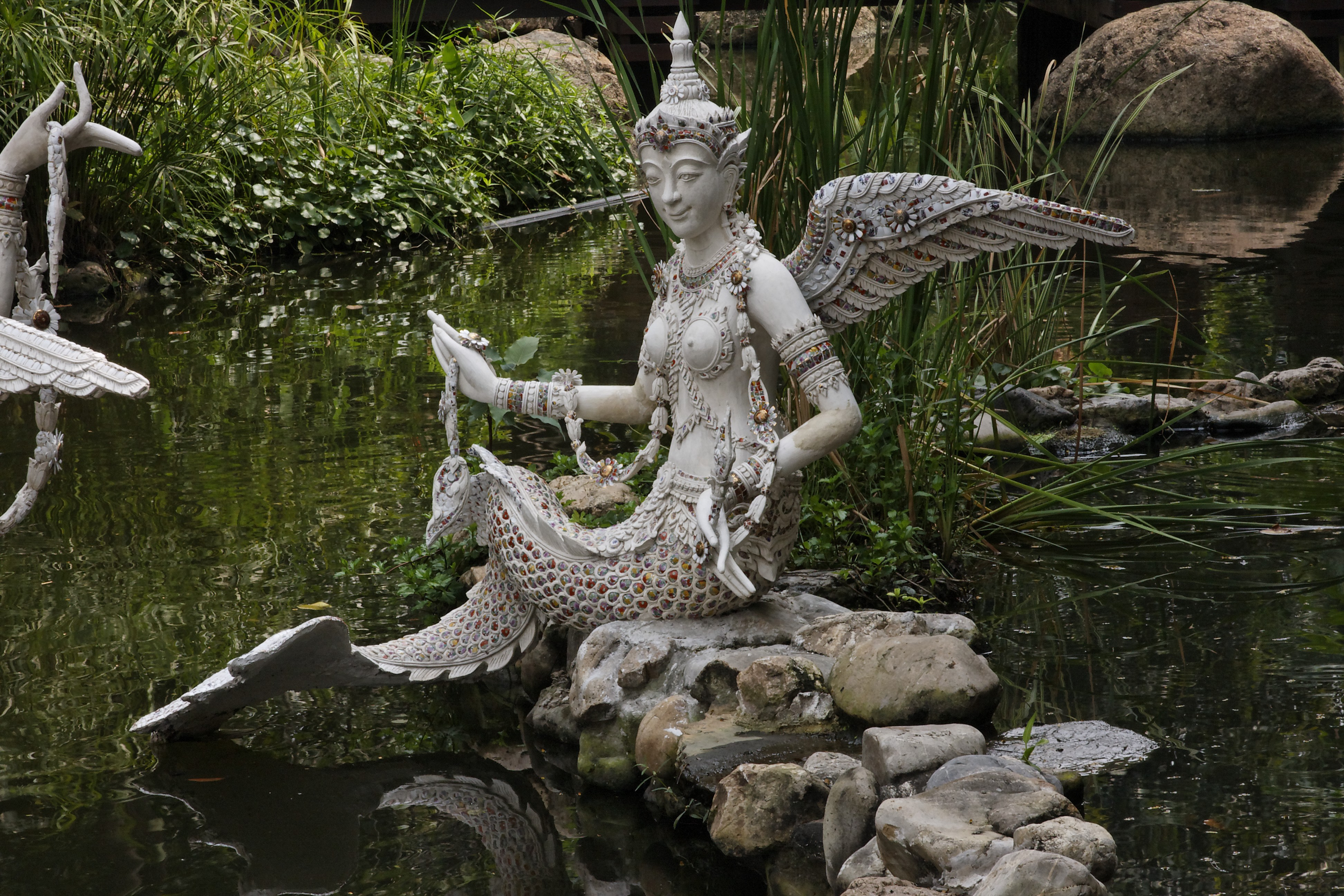
Une kinnari dans le jardin
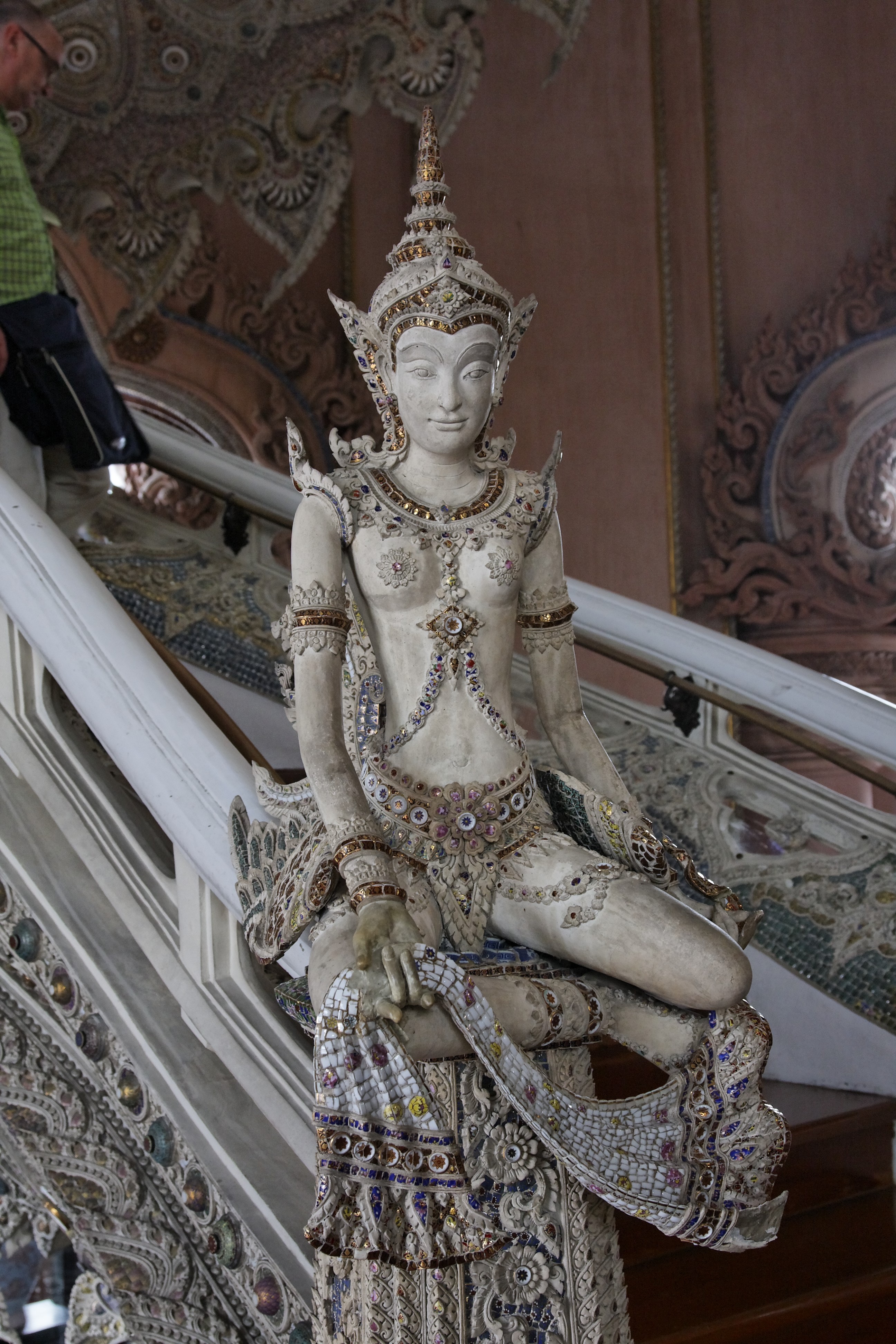
Le monde des humains